# 나자렛의 요셉
성 요셉(Saint Joseph) 또는 나자렛의 요셉은 신약성서에 등장하는 성모 마리아의 남편이자 예수 그리스도를 키운 양부이기도 하다. 기독교 전승에서 동정녀 마리아가 성령으로 인하여 예수를 처녀잉태했다는 믿음 때문에, 요셉은 전통적으로 예수의 친부가 아닌 예수의 양부라고 표현된다.
이름은 히브리어로 ‘하나님이 더하다’라는 뜻이며, 가톨릭에서 추앙하는 주요 성인 가운데 한 사람이다. 축일은 3월 19일. 상징물은 꽃이 핀 나무 지팡이·목수의 도구(톱과 망치 등)이다.

## 행적

### 복음서

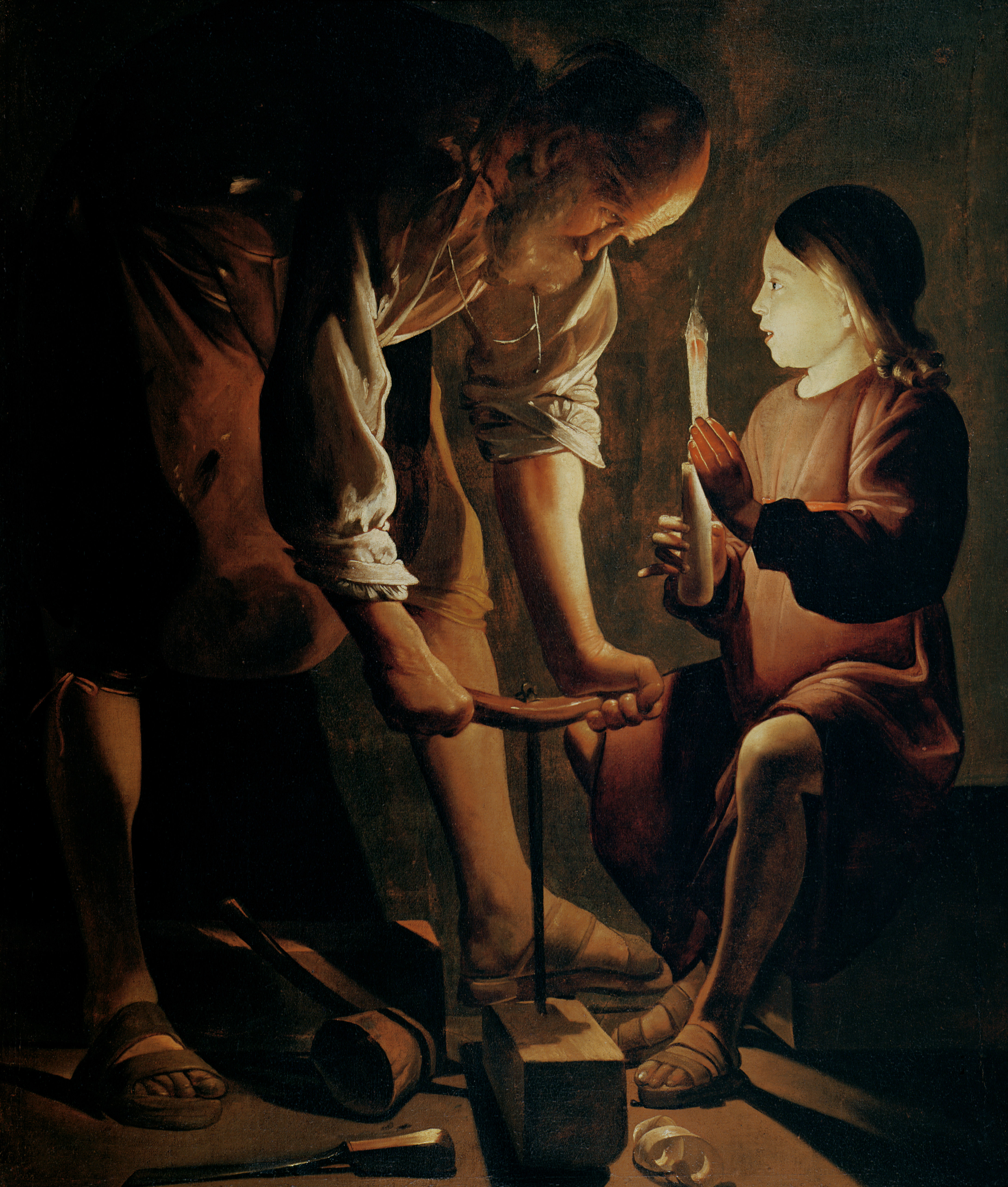
목수 요셉

마태오 복음서에서의 요셉은 다윗 왕의 28대손이며, 야곱의 아들이라고 나오지만, 루카 복음서에서의 요셉은 다윗 왕의 42대손이며, 엘리의 아들이라고 나온다. 그러나 둘 다 다윗 가문이라는 공통점이 있다.
마태오 복음서에 따르면, 요셉은 ‘의로운 사람’으로 표현되며(마태 1,19) 나자렛에 살던 목수였다고 한다. 그는 마리아와 약혼한 사이였는데, 마리아가 다른 누군가의 아이를 가졌다는 사실을 알고, 그녀가 율법에 따라 사람들로부터 간음죄를 범했다는 소리를 들으면서 돌팔매질을 당하며 처형당할 것을 우려하여, 남몰래 그녀와 파혼을 하기로 결심하였다. 그러던 어느 날 그의 꿈 속에서 천사가 나타나 마리아가 인류를 구원하기 위해 하느님의 아들을 잉태했으며, 그가 잉태한 아이는 성령에 의해 잉태되었다고 말해주며, 그의 이름을 예수라고 지으라고 명하자 즉각 마음을 돌려먹고 마리아와 결혼하였다. 마태오 복음서에 의하면, 마리아와 함께 호적을 등록하러 다윗 왕의 고향인 베들레헴에서 예수가 태어난 후에는 헤로데스 1세의 횡포로부터 예수를 구하기 위해 성가족을 데리고 잠시 이집트로 피신하였다는 전승 다음에 베들레헴의 2세미만의 어린이들이 헤로데스 1세가 보낸 군대에 의해 학살되었다는 전승이 나오는데, 이러한 전승편집방식은 자신의 복음서의 독자들인 유대 기독교인들에게 익숙한 인물인 모세의 탄생 설화를 연상시키는 예수의 탄생 설화를 언급함으로써 예수가 모세와 같은 위대한 예언자라고 주장하려는 그리스도론이 담겨 있다.
헤로데스 1세가 죽었다는 천사의 전갈을 받은 요셉은 다시 성가족을 이끌고 나자렛으로 돌아갔다. 그 후 나자렛에서 얼마나 더 살았는지 알 수 없으나 해마다 과월절이 되면 명절을 지내러 성모 마리아와 예수를 데리고 예루살렘으로 갔었다. 요셉이 다시 복음서에 등장하는 것은 12살의 어린 예수를 잃어버려 성모 마리아와 함께 애타게 찾아 돌아다녔으나, 예수는 성전에서 어린이를 대화의 상대로 존중하는 참 지식인들인 율법학자들과 토론을 벌였다는 전승이 있는 루카 복음서에서다. 물론 루카가 예수의 어린시절을 언급한 이유는 예수가 우리와 똑같이 유년시절을 경험한 완전한 사람이라고 주장하기 위해서이다.

### 외경
외경에서는 예수를 어린시절부터 진흙으로 새를 만들었다더라 하는 이야기를 언급하는 등 범상치 않은 초능력자로 묘사하는 경향이 있다. 그래서 외경에 나오는 예수의 유년전승에는 한 농부가 땅에 씨를 뿌리던 중에 성가족이 지나가는 것을 보았는데, 몇시간 뒤 기적처럼 그 씨가 자라 여물고 열매를 맺어 수확까지 하게 되었다는 이야기가 나온다. 얼마 후 성가족을 봤냐는 헤로데스 1세 휘하 군사들의 질문에 농부는 사실대로 대답하였다.
하지만 그 이야기를 들은 군사들 중 누구도 성가족을 쫓으려 하지 않았기 때문에, 결국 추격을 포기하고 되돌아갔다고 한다. 피신 도중 성가족이 종려나무 그늘 아래 멈춰 휴식을 취할 때 나무가 아기 예수의 명령에 따라 가지를 기울여 성가족이 열매로 배를 채울 수 있게 했고, 뿌리들을 좌우로 갈라 숨겨진 수맥을 드러내 그들의 목을 축여 주었다고 전한다. 그들이 헤르모폴리스에 있는 이집트인 마을에 도착하자 그곳 신전에 있던 365개의 우상들이 떨어져 산산조각이 났고, 이것을 본 마을의 수장 아프로도시우스가 모든 마을 사람들이 몰려와 성가족에게 경의를 표했다고도 한다.

### 죽음
요셉의 죽음에 대한 복음서의 기록은 없지만, 전승에 따르면 예수가 공생활을 시작하기 직전에 죽었다고 한다. 작가 김동리의 《사반의 십자가》나 영화 《가든 오브 에덴》에서도 그리스도가 공적인 생애를 시작하기 전에 죽은 것으로 묘사되고 있다.

## 기독교에서의 성 요셉의 위치

### 로마 가톨릭
로마 가톨릭교회에서는 3월을 요셉의 성월로 지정해 신자들에게 요셉을 본받고 그의 전구를 청할 것을 권장하고 있다. 또한 1841년 8월 22일, 교황 그레고리오 16세는 요셉과 원죄 없이 잉태한 마리아를 한국의 공동 수호 성인으로 선포하였다. 또한 요셉은 캐나다와 중국, 베트남의 수호 성인이기도 하다. 이 밖에 교황 레오 13세는 요셉을 가장(家長)의 모범으로 선포하였으며, 교황 베네딕토 15세와 교황 비오 11세는 각각 요셉에게 노동자의 수호자와 사회 정의의 수호자라는 칭호를 부여하였다. 1955년에 교황 비오 12세는 제2차 인터내셔널에서 미국의 노동 운동이 평화 시위로 실천된 5월 1일을 노동절로 지정한 것에 즉, 노동자들이 단결하여 노동해방을 이루려는 사회주의 운동에 대한 대응으로 역시 같은 날을 ‘노동자 성 요셉 기념일’로 지정하였다. 교황 요한 23세는 1962년 요셉의 이름을 로마 가톨릭 미사 전문에 실리도록 했으며, 제2차 바티칸 공의회의 성공적인 개최를 위하여 특별히 요셉의 도움을 위탁하였다. 미사에 사용되는 본기도 내용은 아래와 같다.
전능하신 하느님, 복된 성 요셉에게 구세주를 충실히 돌보게 하셨으니, 그의 전구를 들으시어, 교회가 인류 구원 사업에 충실히 봉사하게 하소서. 성부와 성령과 함께 천주로서 영원히 살아계시며 다스리시는 성자, 우리 주 예수 그리스도를 통하여 비나이다. 아멘

### 성공회
성공회에서는 요셉을 하느님의 뜻에 따라서 예수를 돌본 수호 성인으로 존경하고 있다. 2007년 교회력에서는 3월 19일자에 요셉을 수호 성인으로 표기되어 있으며, 성서정과에는 이날 마태 1:18-25, 로마 4:13-18, 시편 89:27-36, 사무엘하 7:4-16을 읽도록 되어 있다. 감사성찬례즉, 성공회 미사때 선언되는 본기도 내용은 다음과 같다.
주 하느님, 주님의 종 다윗의 가문에서 요셉을 선택하시어, 육신으로 나신 성자 예수의 보호자이며 성모 마리아의 배우자로 삼으셨나이다. 비옵나니, 우리가 그의 바른 생활과 순종을 본받아 항상 주 예수 그리스도와 함께 살아가게 하소서. 이는 성부와 성령과 함께 한 분 하느님이신 우리 주 예수 그리스도의 이름으로 기도하나이다. 아멘.

### 개신교
개신교에서는 성 요셉을 동정녀인 마리아의 임신이 성령에 의한 것임을 믿어줄 정도로 너그러운 사람으로 존중한다.

## 같이 보기
- 존 도미니크 크로산